# زنتا برگر
زنتا برگر (انگلیسی: Senta Berger؛ زادهٔ ۱۳ مهٔ ۱۹۴۱) هنرپیشه و تهیه‌کننده اهل اتریش است. وی از سال ۱۹۵۵ میلادی تاکنون مشغول فعالیت بوده‌است.

## قسمتی از فیلم‌شناسی
- زنی دست دوم - ۱۹۷۷
- صلیب آهنین - ۱۹۷۷
- شب بخیر، آقایان و خانم‌ها - ۱۹۷۶
- تابستان زیبا - ۱۹۷۴
- داغ ننگ - ۱۹۷۳
- او.کی. - ۱۹۷۰
- دوران کودکی، حرفه و نخستین تجربه جاکومو کازانووا، اهل ونیز - ۱۹۶۹
- دو ساد - ۱۹۶۹
- خشخاش هم گلی است - ۱۹۶۶
- گنجینه سان جنارو - ۱۹۶۶
- خاطرات کوئیلر - ۱۹۶۶
- شلیک در میزان سه‌چهارم - ۱۹۶۵